# Electron lõi
Electron lõi hay điện tử lõi là các electron trong nguyên tử không phải là các electron hóa trị và do đó không tham gia liên kết. Theo mô hình nguyên tử chia ra các lớp electron, thì lớp ngoài cùng là các lớp electron hóa trị, và các lớp bên trong là lớp lõi.
Số lượng electron hóa trị của một nguyên tố có thể được xác định bởi nhóm bảng tuần hoàn của nguyên tố. Ngoại trừ các kim loại chuyển tiếp trong các nhóm 3-12 và dòng họ Lanthan (Lanthanid) và họ Actini (Actinid), số lượng electron hóa trị từ 0-8 electron. Tất cả các electron không phải là hóa trị trong nguyên tử của nguyên tố đó được coi là các electron lõi. Các electron lõi bị ràng buộc chặt chẽ với hạt nhân. Vì vậy khác với các electron hóa trị, các electron lõi đóng vai trò thứ yếu trong liên kết hóa học và các phản ứng bằng cách sàng lọc điện tích dương của hạt nhân nguyên tử từ vỏ giá trị của các electron. Trong các kim loại chuyển tiếp, sự phân biệt giữa các electron lõi và hóa trị ít khác biệt hơn với các electron trong lớp d-shell cao nhất, tác động giống như các electron hóa trị so với các electron lõi.

## Thuyết quỹ đạo
Một giải thích phức tạp hơn về sự khác biệt giữa các electron lõi và hóa trị có thể được mô tả bằng thuyết quỹ đạo nguyên tử.
Trong nguyên tử với một electron đơn, năng lượng của một quỹ đạo được xác định độc lập bởi số lượng tử cơ bản n. Các quỹ đạo n = 1 có năng lượng thấp nhất có thể trong nguyên tử. Đối với n lớn, năng lượng tăng lên rất nhiều mà các electron có thể dễ dàng thoát khỏi nguyên tử. Trong các nguyên tử có electron đơn độc, tất cả các mức năng lượng có cùng số lượng lượng tử thoái biến và có cùng năng lượng.
Trong các nguyên tử có nhiều electron, năng lượng của một electron không chỉ phụ thuộc vào các thuộc tính của quỹ đạo mà nó còn tồn tại, mà còn phụ thuộc vào tương tác của nó với các electron khác trong các quỹ đạo khác. Điều này đòi hỏi phải xem xét số lượng tử l. Giá trị l cao hơn có liên quan đến các giá trị năng lượng cao hơn; ví dụ, trạng thái 2p cao hơn trạng thái 2s. Khi l = 2, sự gia tăng năng lượng của quỹ đạo trở nên đủ lớn để đẩy năng lượng của quỹ đạo lên trên năng lượng của quỹ đạo s trong lớp vỏ cao hơn kế tiếp; khi l = 3 thì năng lượng được đẩy vào lớp vỏ cao hơn hai bước. Việc lấp đầy các quỹ đạo 3d không xảy ra cho đến khi các quỹ đạo 4s đã được lấp đầy.
Sự gia tăng năng lượng cho các phân tử gia tăng moment góc trong các nguyên tử lớn hơn là do các hiệu ứng tương tác electron với electron, và đặc biệt liên quan đến khả năng các electron moment góc thấp xâm nhập hiệu quả hơn tới hạt nhân, ở đó chúng ít được kiểm tra từ việc phụ trách các electron can thiệp. Do đó, trong các nguyên tử có số nguyên tử cao hơn, l của electron ngày càng trở thành một yếu tố quyết định trong năng lượng của chúng, và số lượng tử cơ bản n của các electron trở nên ít quan trọng trong việc sắp xếp năng lượng của chúng. Dãy năng lượng của 35 cấu hình electron đầu (ví dụ, 1s, 2p, 3d, vv) được đưa ra trong bảng sau. Mỗi ô đại diện cho một cấu hình với n và l cho bởi các chỉ số hàng và cột của nó tương ứng. Số trong ô là vị trí của cấu hình trong dãy. Xem bảng tuần hoàn dưới đây, được tổ chức bởi các lớp phụ. 